# البورصة الإقليمية لغرب إفريقيا
البورصة الإقليمية لغرب إفريقيا ( "سوق غرب إفريقيا الإقليمي للأوراق المالية ")، هو بورصة إقليمية لخدمة بلدان غرب أفريقيا التالية:
- بنين
- بوركينا فاسو
- غينيا بيساو
- ساحل العاج
- مالي
- النيجر
- السنغال
- توغو.

تقع البورصة في أبيدجان ، كوت ديفوار . تتم المحافظة على صيانة مكاتب السوق في كل بلد.
البورصة الإقليمية لغرب إفريقيا هي شركة خاصة برأس مال قدره 2،904،300،000 فرنك أفريقي.
ارتفع مؤشرها المركب 18 في المئة في عام 2015.